# Girl Friends
Girl Friends – k-popowy zespół muzyczny składający się z dwóch przyjaciółek – Chae Rina i Yuri. Poznały się w 1990 roku, a w roku 2006 postanowiły założyć zespół.

## Dyskografia
- 2006: Maybe I Love You